# Nueva Iglesia de la Madre de Dios
La Nueva Iglesia de la Madre de Dios o Nea Ekklesia de Theotokos o Iglesia Nea fue una iglesia bizantina erigida por el emperador bizantino Justiniano en el Barrio Judío de la Ciudad Vieja de Jerusalén. Fue terminada en el año 543 y destruida por un terremoto en el 746. Las investigaciones de Susan Graham señalan: "La Nea dio articulación arquitectónica a un teologúmeno en Jerusalén, y transmitió, con su arquitectura, un mensaje con respecto a la política imperial de Justiniano, la presencia imperial en Palestina, y una auto-concepción como un emperador cristiano".
Dos relatos contemporáneos que sobreviven describen la construcción de la Nea, pero el autor tiene mucho que decir acerca de la forma y organización del conjunto de la iglesia. Cirilo de Escitópolis, un monje cristiano que vivió entre el 525 y 558, registra que la iglesia fue iniciada por el Patriarca Elías, pero este la dejó sin terminar hasta que Justiniano asignó fondos para su realización a instancias de San Sabas en 531.